# 伊朗伊斯兰革命阴谋论
1979年，伊朗发生伊朗伊斯兰革命，导致鲁霍拉·穆萨维·霍梅尼领导的伊斯兰主义政府取代了穆罕默德-礼萨·巴列维政府。一直有阴谋论声称这一事件得到了西方国家，尤其是英美的参与，因为巴列维实施白色革命并使伊朗更加独立，这不利于有关国家在伊朗的石油利益。在巴列维自传《对历史的回答》中，巴列维宣称西方敌对势力，尤其是英美和石油巨头出于各自的原因（主要是由于他试图操纵油价）而合谋推翻他。
霍梅尼否认相关指控，声称在伊朗伊斯兰革命前阻止伊斯兰主义政府建立的巴列维才是西方代理人。

## 背景
美国国务院因为在与伊朗政府沟通以及阻止对巴列维的抗议与反对上几乎无所作为而受批评。美国情报部门也同样如此，这主要归咎于他们向吉米·卡特总统报告称“伊朗并未处于革命状态，甚至没有处于前革命状态”。卡特也因没有支持巴列维和阻止反对派而遭谴责。在伊朗国内，人民普遍认为伊朗伊斯兰革命是英国人推翻巴列维的阴谋。巴列维认同这一观点，并认为自己日益加强控制石油市场，并在1973年国有化伊朗石油，促使了国际石油公司推翻他的统治。
国王藐视控制伊朗的穆拉，并认为他们只有在境外势力的大量支持下才能于伊朗引发动乱。1979年，伊朗同石油巨头的合同即将到期，但石油公司没有选择移交石油所有权。巴列维认为石油公司的回避是对他的恐吓。巴列维最后得出结论，因为他在1973年决定提高油价，英美势力决定赶他下台，并新建一个非民族主义政权取代他的统治。
巴列维利用他在石油输出国组织中的领导地位，大幅提高油价以增加国民收入，这一政策被强调为西方利益和优先事项转变的主因。西方政治人物和媒体，特别是卡特政府批评伊朗人权问题的立场，以及1970年代美国与沙特经济联系的加强，都反映了美国对巴列维支持的减少。

## 指控

### 英国政府参与论
F·威廉·恩达尔（F. William Engdahl）在其著作《世纪战争：英美石油政治与世界新秩序》中称，1978年，巴列维政府与英国石油公司之间的1954年财团协议（该协议允许西方石油公司控制伊朗石油生产50%的所有权，原定1979年到期）续约谈判破裂，英美随后策划了推翻巴列维的阴谋，这与伊朗伊斯兰革命发生的时间相吻合。

### 巴列维的指控
巴列维在统治末期断言称，“如果撩起霍梅尼的胡须，你会发现他的下巴上写着‘英国制造’。”这句话改编自谚语“如果撩起穆拉的胡须，你会发现他的下巴上写着‘英国制造’。”
恩达尔援引巴列维的话称美国人推翻了巴列维：
我当时并不知道，也并不想知道，但现在很清楚，美国人想把我赶下台。这显然正是国务院中的人权倡导者所希望的……我该如何看待美国政府突然决定召见前副国务卿乔治·鲍尔担任伊朗问题顾问？鲍尔是那些想要抛弃我，以至抛弃我的国家的美国人之一。

### 1978年消息报文章
1978年1月7日，国家通讯社《消息报》发表文章，指责霍梅尼是英国特工和“印度疯诗人”。文章称霍梅尼的伊斯兰主义派系联合共产主义者反对巴列维政权的现代化计划，英国石油公司推动并资助了霍梅尼的反巴列维行为。
霍梅尼支持者被这篇文章激怒，组织了暴力示威活动作为回应。

## 公众态度

锡克教符号Khanda (Sikh symbol)

伊朗国旗上的“风格化真主”符号

英国广播公司伊朗记者侯赛因·沙希迪（Hossein Shahidi）谈到过，伊朗人“根深蒂固地认为英国是伊朗一举一动的幕后黑手”，特别是“相信或者指控”BBC电台导致了礼萨汗和穆罕默德-礼萨·巴列维这两位巴列维王朝君主的倒台。
一项针对南加利福尼亚州伊朗侨民的调查和一项在伊斯法罕实施的调查发现，受调查人员主要将伊朗伊斯兰革命解释为西方敌对势力的阴谋。

## 参看
- 吉米·卡特同穆萨维·霍梅尼的许诺（英语：Jimmy Carter's engagement with Ruhollah Khomeini）
- 伊朗—英国关系
- 伊朗门事件
- 1980年十月惊奇论（英语：1980 October Surprise theory）